# Eremotylus abnormus
Eremotylus abnormus är en stekelart som först beskrevs av Ephraim Porter Felt 1904.  Eremotylus abnormus ingår i släktet Eremotylus och familjen brokparasitsteklar. Inga underarter finns listade i Catalogue of Life.